# 牧野弼成
牧野 弼成（まきの すけしげ）は、丹後国田辺藩の第10代（最後）の藩主。丹後田辺藩牧野家11代。

## 経歴
嘉永7年（1854年）8月23日、第9代藩主・牧野誠成の長男として生まれる。明治2年（1869年）に父が死去したため跡を継ぎ、6月に版籍奉還により知藩事となった。このとき、紀伊田辺藩との混同を避けるために、田辺を舞鶴（のちの舞鶴市）と改名している。明治4年（1871年）7月の廃藩置県で舞鶴藩知事を免官された。後に子爵となる。
1916年（大正5年）2月7日に隠居した。大正13年（1924年）6月23日に死去。享年71。

## 系譜
- 父：牧野誠成（1832年 - 1869年）
- 母：シゲ - 桂芳院、九鬼隆徳の娘
- 夫人：弥栄 - 正親町公董の娘
  - 長男：牧野一成（1880年 - 1958年）
  - 女子：牧野カウ - 池の家に嫁ぐ。娘の池の志満は亀井家に嫁ぐ。その長男は亀井貞一、その長男は亀井清、その長男は亀井政孝。